# Poissy-Sud (tổng)
Tổng Poissy-Sud là một tổng của Pháp, tọa lạc tại tỉnh Yvelines trong vùng Île-de-France của Pháp.

## Phân chia hành chính
Tổng Poissy-Sud bao gồm 6 xã:
- Crespières: 1 466 dân,
- Davron: 303 dân,
- Poissy, một phần của xã: 13 053 dân (thủ phủ của tổng),
- Les Alluets-le-Roi: 1 270 dân.
- Orgeval: 4 801 dân.
- Morainvilliers: 2 193 dân.